# كرانجاساك تشومانان
الجنرال كرانجاساك تشومانان (بالتايلندية:เกรียงศักดิ์ ชมะนันทน์) (مواليد 17 ديسمبر 1917م توفي 23 ديسمبر 2003م) هو جنرال عسكري في الجيش التايلاندي ورئيس الأركان خاض كل من حرب كوريا وحرب فيتنام وقام بأنقلاب ناجح ضد رئيس الوزراء تانين كرافيكسين وأصبح الرئيس الخامس عشر لمجلس الوزراء التايلاندي تقاعد طوعيا في فبراير 1980 وخلفه الجنرال بريم تينسولانوندا توفي 23 ديسمبر 2003م بعمر 86 عاما .

## روابط خارجية
- كرانجاساك تشومانان على موقع مونزينجر (الألمانية)